# Canadá nos Jogos Olímpicos de Verão de 1964
O Canadá competiu nos Jogos Olímpicos de Verão de 1964, realizados em Tóquio, Japão.